# Rhynchanthera acuminata
Rhynchanthera acuminata är en tvåhjärtbladig växtart som beskrevs av George Bentham. Rhynchanthera acuminata ingår i släktet Rhynchanthera och familjen Melastomataceae. Utöver nominatformen finns också underarten R. a. sublaevis.